# 威廉·梅巴赫

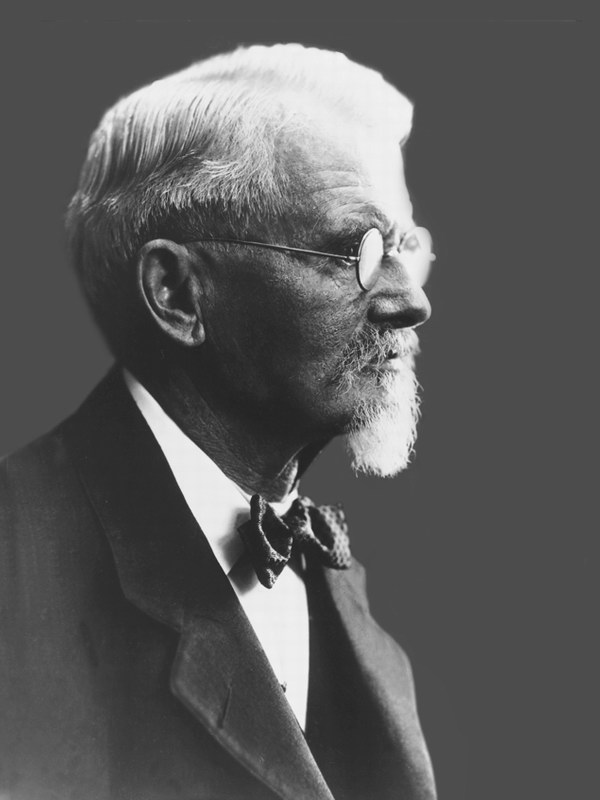
威廉·梅巴赫

威廉·邁巴赫（德語：Wilhelm Maybach，1846年2月9日—1929年12月29日），德國引擎工程師，曾擔任戴姆勒機械製造社（今日戴姆勒集團的前身）的首席工程師，也曾參與著名的齊柏林飛船之製造，是德國汽車工業界最重要的先驅人物之一。

## 生平

### 啟蒙時代
威廉·梅巴赫生於1846年2月9日，出生地為符騰堡王國（相當於今日德國的巴登-符騰堡邦之一部分）海爾布隆的勒文斯坦市，是家中六個小孩中的一個。他在當地度過了一段童年時光後，隨著家人一起搬家到斯图加特，但在十歲時雙親身故而成為孤兒，並且接受一慈善單位的救助。在之後的13年間他都居住在羅伊特林根的兄弟會並且在那兒求學，在那裡他遇到該校的創辦人古斯塔夫·威納（Gustav Werner），後者啟發了他在機械技術方面的天份。
1865年時，當時在兄弟會附設機械工廠裡工作的梅巴赫，遇到了當時31歲、在工廠擔任經理的高特里·戴姆勒。兩人因為理念的接近一見如故，對於梅巴赫來說，年長的戴姆勒像是父親的替身，也是引領他進入汽車工業界的師父，而戴姆勒則非常清楚這19歲年輕人未來的潛力，這友誼一直到戴姆勒過世時都還維持著。1869年9月梅巴赫跟著戴姆勒前往卡爾斯魯爾，一同投效著名的道依茨燃氣引擎製造廠（Gasmotorenfabrik Deutz, 今日道依茨動力集團的前身），在那裡他興起了想要設計一具輕量化高轉速內燃機引擎的念頭，可以提供作為水上、陸上或空中交通工具使用的動力源。
1882年中時，戴姆勒因為與公司管理階層的爭執而離開道依茨，而梅巴赫也在同年10月隨他一起前往坎施塔特（Cannstatt），在那裡他們著手開始計畫中的新引擎之設計與開發工作。在努力地研究之後梅巴赫發現一個由英國人沃森（Watson）擁有專利的不規則熱管點火系統（unregulated hot-tube ignition system），是成就引擎高轉速運轉的關鍵。1883年時他開發出一具水平放置的單缸引擎，隨後又開發出一具暱稱為「老爺鐘」的垂直汽缸引擎，它非常輕量化與小體積的特性，再加上垂直方向的擺置很適合被裝在汽車上使用。1885年時這具新引擎被裝在一輛三輪車上，隔年又被用來作為四輪馬車的動力系統，但很快地梅巴赫發現，光只是在馬車上實驗他的引擎並不足以滿足他的野心，他想要開發製造出一輛真正的汽車！

### DMG的歲月

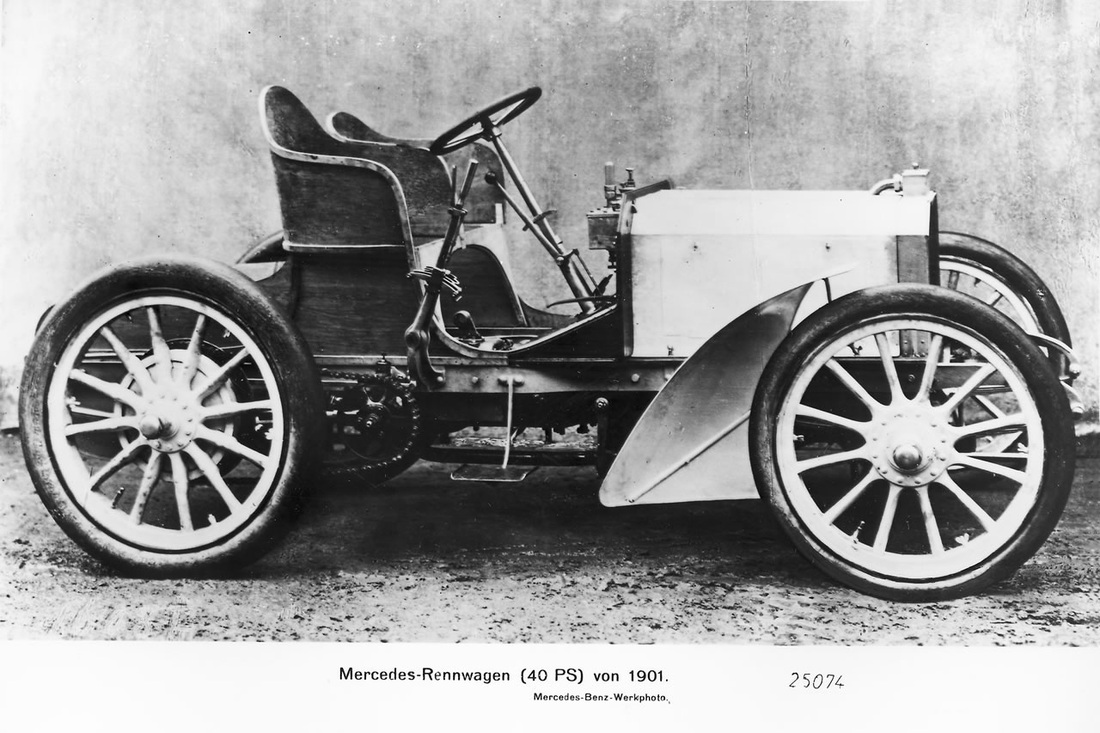
梅巴赫在DMG時代的經典之作，第一輛懸掛Mercedes品牌登場的35hp賽車

1889年時的巴黎世界博覽會中，梅巴赫展出了他生平第一個作品，一輛鋼輪汽車，在這輛車上除了梅巴赫自行製造的引擎外，也配備了首次應用在汽車上的滑動齒輪式換檔系統（sliding pinion gearshift system）。鋼輪車的登場讓梅巴赫也有幸參與法國汽車工業的萌芽，而當1890年11月戴姆勒與人合資創立DMG之後，馬上就將梅巴赫網羅成為公司的首席工程師，但卻在隔年2月因為合約談不攏的問題離開DMG。
在接下來的一年半間梅巴赫繼續在自己家裡進行引擎的設計工作，1892年時秋天在戴姆勒贊助下開始的開發計畫，陸續創造出如噴嘴式化油器或皮帶驅動系統之類的設計，並且促成經典的「鳳凰引擎」（Phoenix Engine）之誕生。
不過，幾年後來自英國工業家理查德·弗雷德里克·西姆斯（Richard Frederick Simms）的壓力，迫使DMG在1895年11月時再度任用梅巴赫作為他們的首席工程師。他甫一上任立刻就開發出附有風扇的管狀散熱器，並且在稍後改良成更利於散熱的蜂巢狀結構。優良的散熱效率給予工程師們更大的空間，得以展出現代汽車引擎的原型，而梅巴赫的名聲也隨之遠播，法國人甚至給他「Roi des Constructeurs」（設計師之王）的美譽。天賦異於常人的梅巴赫接二連三地創造出許多嶄新的引擎技術並且製造出一具具表現優異的名機，包括世界上第一具四缸引擎，以及1898年到1899年間，一整系列輸出從6匹到23匹馬力不等的新引擎。
不過，在梅巴赫所有的傑作中，1900年老戴姆勒剛過世不久之後推出、第一輛懸掛「Mercedes」品牌的新車，可以說是最劃時代的傑作。這輛車其實是梅巴赫與德國汽車界另一位重要人物、埃米尔·耶利内克（Emil Jellinek）共同創造出的傑作，耶里內克雖然不是工程師背景，但他經常對梅巴赫與DMG在理念上的挑戰，可以說是促成梅巴赫製造出更快、馬力更大的新車最直接的推力。在1901年3月舉辦的著名賽車活動「尼斯週」（Nice Week）裡面，這輛有著35匹馬力、許多創新技術的新車，橫掃全場所向披靡，被視為是傳統「動力馬車」與現代汽車之間的分界線。

### 自創門號

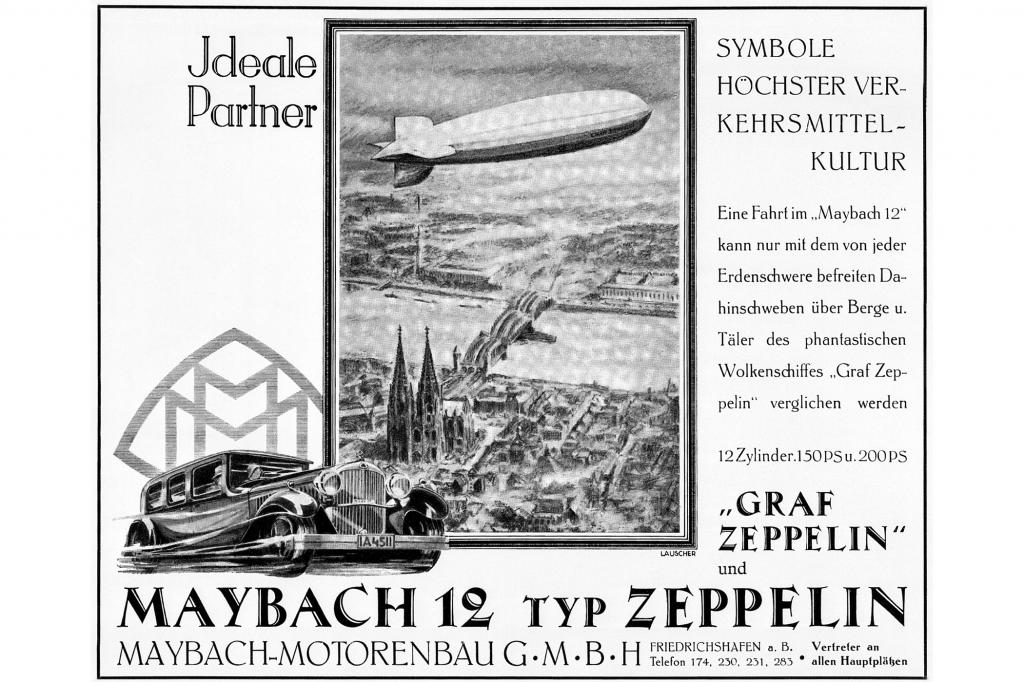
梅巴赫引擎製造廠早年的平面廣告

然而，新車的成功並沒有更加穩固梅巴赫在DMG廠內的地位，他逐漸地受到排擠遠離車廠的決策中心，終於在1907年時失望地離開了DMG。1908年8月5日，齊柏林LZ 4飛船在埃赫特汀根的一場暴風雨中墜毀，梅巴赫主動跟齊柏林伯爵提案，可以幫他製造一具嶄新的改良引擎給飛船使用。這個協商的結果促成了比辛根航空器引擎製造廠（Luftfahrzeug-Motorenbau-GmbH Bissingen）在1909年3月23日的誕生，而擔任新廠技術經理的，是威廉·梅巴赫的兒子，當時也一同合作設計引擎的卡爾·梅巴赫。
1912年時工廠牽址到腓特烈港，並且去掉廠名中的地名部分簡化成為「航空引擎製造廠」，當時梅巴赫父子分別擁有這家製造廠20%的股份，但老梅巴赫已退居幕後只是擔任著一個輔助者角色而已，主要的開發工作都交棒給長子執行。除了飛船的動力系統外，卡爾也在1922年起開始在同一工廠內製造豪華汽車，懸掛上自家的「梅巴赫」作為品牌名，而老梅巴赫則幫助引擎方面的開發，其中1929年時登場的Maybach 12 DS車款是非常經典的代表作，12 DS與它的後繼車Zeppelin（車名承襲自齊柏林飛船），在當時是被當作德國版勞斯萊斯般看待，其評價之高可見一斑。

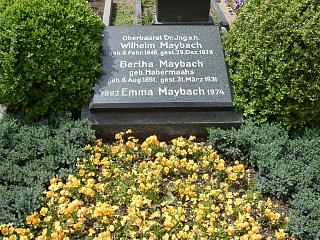
梅巴赫與妻女共同安葬於康斯塔特

老梅巴赫於1929年12月29日除夕前夕，逝於司圖加特，享年83歲。

## 相關話題
- 梅巴赫
- 梅賽德斯·賓士
- 高特里·戴姆勒
- 埃米尔·耶利内克